# Toxiclionella
Toxiclionella is een geslacht van weekdieren uit de klasse van de Gastropoda (slakken).

## Soorten
- Toxiclionella haliplex (Bartsch, 1915)
- Toxiclionella impages (Adams & Reeve, 1848)
- Toxiclionella tumida (Sowerby II, 1870)